# Jakub John
Ing. Jakub John, Ph.D., FEng. (* 1978) je třebíčský inženýr a podnikatel. Zakladatel  technologické společnosti VIA ALTA a.s. a společnosti Prefia s.r.o. a bývalý zastupitel města Třebíče.
Po absolvování třebíčského gymnázia vystudoval Fakultu strojního inženýrství VUT Brno. Po ukončení studia založil společnost EURONEST – právního předchůdce společnosti VIA ALTA a.s., která v současnosti pracuje na poli výzkumu, vývoje a dodávek v oblasti technologií odpadů. Od roku 2003 byl aktivní v komunální politice a v letech 2018-2022 byl zastupitelem města Třebíče. V minulosti se aktivně podílel rovněž na rozběhu a rozvoji Západomoravské vysoké školy v Třebíči. Je držitelem oprávnění MPO ČR k provádění energetických auditů.
Je spoluautorem několika užitných vzorů a podaných patentů a aktivně se zabývá výzkumem a vývojem v oblasti materiálového využití odpadů nejen v komerční sféře, ale i v rámci akademické spolupráce na Agronomické fakultě Mendelovy univerzity v Brně.
Od roku 2021 je členem Inženýrské akademie České republiky.